# Arthur Sales
Arthur de Oliveira Sales, noto semplicemente come Arthur Sales (São Gabriel da Palha, 3 luglio 2002), è un calciatore brasiliano, attaccante del M. Sundowns.

## Carriera
Cresciuto nel settore giovanile del Vasco da Gama, esordisce in prima squadra il 4 marzo 2021, in occasione dell'incontro del Campionato Carioca perso per 0-1 contro la Portuguesa-RJ. Dopo 10 presenze complessive tra campionato e coppa, nell'agosto 2021 è stato acquistato dal Lommel, squadra di proprietà del City Football Group, gruppo proprietario fra le altre del Manchester City. L'anno successo viene ceduto in prestito ai portoghesi del Paços Ferreira; debutta in Primeira Liga l'8 agosto 2022, nell'incontro perso per 1-0 contro il Gil Vicente.

## Statistiche

### Presenze e reti nei club
Statistiche aggiornate al 14 agosto 2023.
| Stagione        | Squadra         | Campionato      | Campionato | Campionato | Coppe nazionali | Coppe nazionali | Coppe nazionali | Coppe continentali | Coppe continentali | Coppe continentali | Altre coppe | Altre coppe | Altre coppe | Totale | Totale |
| Stagione        | Squadra         | Comp            | Pres       | Reti       | Comp            | Pres            | Reti            | Comp               | Pres               | Reti               | Comp        | Pres        | Reti        | Pres   | Reti   |
| --------------- | --------------- | --------------- | ---------- | ---------- | --------------- | --------------- | --------------- | ------------------ | ------------------ | ------------------ | ----------- | ----------- | ----------- | ------ | ------ |
| gen.-ago. 2021  | Vasco da Gama   | A/RJ+B          | 4+5        | 0          | CB              | 1               | 0               |                    | -                  | -                  |             | -           | -           | 10     | 0      |
| 2021-2022       | Lommel          | D2              | 17         | 8          | CB              | 2               | 0               |                    | -                  | -                  |             | -           | -           | 19     | 8      |
| 2022-mar. 2023  | Paços Ferreira  | PL              | 12         | 0          | CP+CdL          | 1+2             | 0               |                    | -                  | -                  |             | -           | -           | 15     | 0      |
| 2023            | Bahia           | B               | 9          | 1          | CB              | 3               | 2               |                    | -                  | -                  | CdN         | 2           | 1           | 14     | 4      |
| 2023-2024       | Lommel          | D2              | 1          | 0          | CB              | 0               | 0               |                    | -                  | -                  |             | -           | -           | 1      | 0      |
| Totale carriera | Totale carriera | Totale carriera | 48         | 9          |                 | 9               | 2               |                    | -                  | -                  |             | 2           | 1           | 59     | 12     |

## Palmarès

### Club

#### Competizioni nazionali
- Campionato sudafricano: 1

Mamelodi Sundowns: 2024-2025